# Die Mitternachts-Taxe
Die Mitternachts-Taxe ist ein deutscher Stummfilm aus dem Jahre 1929 von und mit Harry Piel.

## Handlung
Harry Pattler studiert Jura, muss aber, um sich sein Studium überhaupt leisten zu können, zwischendurch als Taxifahrer jobben. Seine Mitternachts-Taxe ist ein ziemlich schrottreifer Wagen, den er „Philippine“ getauft hat. Neben der studienbedingten Geldbeschaffung hat Harry auch an der Uni Probleme, denn er gerät in direktem Gegensatz mit seinem Doktorvater Professor Olten. Im Gegensatz zu Olten vertritt Studiosus Harry nämlich die These, dass in einem Gerichtsprozess aufgrund von reinen Indizienbeweisen niemals ein gerechtes Urteil gefällt werden könne. Harry will genau das beweisen und bringt sich als Chauffeur in einen derzeit am Gericht anhängigen Fall ein. 
Der Bankier Pinkus wird nämlich des Mordes angeklagt und droht, wenn es allein nach den Indizien geht, demnächst verurteilt zu werden. Harry aber gelingt es, diese Beweise zu entkräften, in dem er auf eigene Faust Spuren nachgeht, den mutmaßlich Toten aufstöbert und zum Gericht bringt. In diesem Moment ist der alte Pinkus längst aufgrund der zermürbenden Verhöre durch den Untersuchungsrichter derart entkräftet, dass er auch einen Mord zugeben würde, der nie geschehen ist. Harrys tollkühne Aktion führt zum Freispruch des Angeklagten, und er kann überdies gegenüber seinem Doktorvater Olten die Richtigkeit seiner Indizienbeweis-These belegen.

## Produktionsnotizen
Die Mitternachts-Taxe entstand im Frühwinter 1928/29 in Staaken und im Grunewald-Atelier, passierte die Zensur am 16. Februar desselben Jahres und wurde am 15. März 1929 in Berlins U.T. Kurfürstendamm und in den Kammerlichtspielen uraufgeführt. Der Zehnakter besaß eine Länge von 3054 Metern. 
Max Knaake und Fritz Maurischat schufen die Filmbauten. Marlene-Dietrich-Gatte Rudolf Sieber war Regieassistent, Max Paetz Aufnahmeleiter. Eigil Wangøe fertigte die Standfotos an.
In Österreich lief der Film ebenfalls im März 1929 unter dem leicht veränderten Titel „Das Mitternachts-Taxi“ an.

## Kritik
Im Tiroler Anzeiger war zu lesen: „Harry Piel als Regisseur und Hauptdarsteller sorgt für starken Effekt und bietet Verblüffendes.“